# Brezylka sappan
Brezylka sappan (Caesalpinia sappan) – gatunek drzewa z rodziny bobowatych (Fabaceae) z podrodziny brezylkowych (Caesalpinioideae). Pochodzi z Azji Południowo-Wschodniej i Archipelagu Malajskiego. Do celów uprawnych sprowadzona na Jamajkę i wyspę Guam w Oceanii.

## Morfologia
Wiecznie zielone drzewo wysokości do 9 m. Liście podwójnie pierzaste są złożone z podłużnych jajowatego kształtu listków. Kwiaty w szczytowych wiechach.

## Zastosowanie
Drewno, kora i korzenie są dostarczycielami czerwonego barwnika wykorzystywanego do wyrobu atramentu.
Roślina ozdobna, używana niekiedy na żywopłoty.